# Cantone di Salon-de-Provence-2
Il Cantone di Salon-de-Provence-2 è una divisione amministrativa dell'arrondissement di Aix-en-Provence, dell'arrondissement di Arles. e dell'arrondissement di Istres.
È stato costituito a seguito della riforma approvata con decreto del 18 febbraio 2014, che ha avuto attuazione dopo le elezioni dipartimentali del 2015.

## Composizione
Comprende parte della città di Salon-de-Provence e i 3 comuni di:
- Grans
- Miramas
- Saint-Martin-de-Crau